# 奥薗満
奥薗 満（おくぞの みつる、1951年7月26日 - ）は、鹿児島県出身の元プロ野球選手（捕手）。

## 来歴・人物
鹿児島商業高では、2年生の時、同期のエース徳重次男（日立製作所）とバッテリーを組み、1968年夏の甲子園に出場。1回戦で千葉商に敗退。翌1969年も夏の甲子園に連続出場。1回戦は宇都宮学園に完封勝ちするが、2回戦でこの大会に優勝した松山商に敗退した。
1969年にドラフト外でアトムズに入団。当時のヤクルト捕手陣には大矢明彦、八重樫幸雄らがおり、1980年までの11年間、ブルペン捕手としてチームを支え続けたが、一軍公式戦に出場することなく引退。
引退後も1983年まではブルペン捕手として裏方に徹し、33歳にてスカウト転身。その後は、西武ライオンズの九州地区担当スカウトとして、赤田将吾などを発掘した。2009年12月からは球団編成部のアマチュア担当部長へ昇格。退団後は地元の第一工業大学でコーチを務め、その後系列の日本経済大学を指導している。

## 詳細情報

### 年度別投手成績
- 一軍公式戦出場なし

### 背番号
- 70 （1970年）
- 32 （1971年 - 1977年）
- 59 （1978年 - 1980年）
- 64 （1981年 - 1983年）